# Opoczno
Opoczno è un comune urbano-rurale polacco del distretto di Opoczno, nel voivodato di Łódź.
Ricopre una superficie di 190,45 km² e nel 2004 contava 35 383 abitanti.
Il comune urbano-rurale di Opoczno, oltre che dal capoluogo omonimo è formato dalle seguenti frazioni: Adamów, Antoniów, Bielowice, Brzuśnia, Brzustówek, Brzustówek-Kolonia, Bukowiec Opoczyński, Dzielna, Janów Karwicki, Januszewice, Karwice, Klíny, Kraśnica, Kraszków, Kruszewiec, Kruszewiec PKP, Kruszewiec-Kolonia, Libiszów, Libiszów-Kolonia, Międzybórz, Modrzew, Modrzewek, Mroczków Gościnny, Ogonowice, Ostrów, Różanna, Sielec, Sitowa, Sobawiny, Stużno, Stużno-Kolonia, Wola Załężna, Wólka Karwicka, Wólka Karwicka-Kolonia, Wygnanów, Zameczek e Ziębów.